# جورج جي. مور
جورج جي. مور (بالإنجليزية: George G. Moore) هو عسكري أمريكي، ولد في 2 يوليو 1844 في مقاطعة تايلر في الولايات المتحدة، وتوفي في 26 نوفمبر 1925 في كولورادو في الولايات المتحدة.